# North Wembley (stacja)
North Wembley – naziemna stacja kolejowa zarządzana przez Metro londyńskie i leżąca na linii Bakerloo Line. Używa jej także London Overground, którego pociągi stają tu na trasie z dworca Euston do Watford.